# 마르틴 스트라카
마르틴 스트라카(체코어: Martin Straka, 1972년 9월 3일 ~ )는 체코의 아이스하키 선수, 지도자로 포지션은 센터이다. 현재 HC 플젠의 단장을 맡고 있다. 현역 시절에 HC 플젠에서 선수 생활을 시작했으며, 내셔널 하키 리그(NHL)에 입성하여 피츠버그 펭귄스, 오타와 세너터스, 뉴욕 아일런더스, 플로리다 팬서스, 뉴욕 레인저스에서 활동하였다.